# Ngày Áo Dài
Ngày Áo dài (tiếng Anh: Ao Dai Day) là một ngày lễ văn hóa được công nhận tại tiểu bang California, Hoa Kỳ. Ngày Áo dài được cử hành vào ngày 15 tháng 5 hằng năm, được Thượng viện California thông qua bằng Nghị quyết số 73 ban hành ngày 2 tháng 5 năm 2016. Tác giả của dự thảo về Ngày Áo dài là bà Janet Nguyễn - một thượng nghị sĩ của California.